# Verdun
Verdun là một xã trong vùng Grand Est, thuộc tỉnh Meuse, quận Verdun (Unterpräfektur) tổng, chef-lieu của 3 tổng. Tọa độ địa lý của xã là 49° 09' vĩ độ bắc, 05° 23' kinh độ đông. Verdun nằm trên độ cao trung bình là 240 mét trên mực nước biển, có điểm thấp nhất là 194 mét và điểm cao nhất là 330 mét. Xã có diện tích 31,03 km², dân số vào thời điểm 1999 là 19.624 người; mật độ dân số là 633 người/km². Verdun có vị trí rất chiến lược ở miền Bắc nước Pháp khi là nơi giáp kề với nước Đức nên lịch sử nơi đây là nhân chứng địa lý cho sự đáng sợ của Mối thù Pháp-Đức kéo dài nhiều thế kỷ.

## Lịch sử
Là 1 nơi nổi tiếng của Pháp khi Verdun được coi là 1 trong những mặt địa ghi nhận Trận Verdun trận đánh mang thương hiệu, bản sắc và tính chất của cuộc đối đầu của người Pháp và người Đức ở thế chiến 1 và khi sang thế chiến 2 Verdun cũng là mảnh đất nhân chứng cho sự bất tài của quân đội Pháp trong cuộc bảo vệ đất nước của người Pháp. Thành cổ Verdun là 1 trong 3 quận lỵ của tỉnh Meuse ngoài giá trị lịch sử to lớn và chiến lược thì nơi này xét về mặt văn hóa kiến trúc không có gì quá khác so với những nơi còn lại của miền Bắc nước Pháp.

### Giá trị của Verdun
Verdun có một giá trị biểu tượng to lớn đối với nước Pháp. Trong lịch sử, nó đóng một vai trò quan trọng trong việc bảo vệ khu vực nội địa nhờ vào vị trí chiến lược trên sông Meuse. Vua Attila người Hung chưa bao giờ thành công trong việc vây hãm xã. Khi chia tách Đế chế Frank của Charlemagne, Hiệp ước Verdun năm 843 đã quy định xã là một phần của Đế quốc La Mã Thần thánh. Sau Hiệp ước Munster năm 1648 cho phép sáp nhập Verdun vào Pháp. Verdun đã đóng một vai trò quan trọng trong phòng tuyến được xây dựng sau Chiến tranh Pháp-Phổ năm 1870. Để bảo vệ trước mối đe dọa của Đế chế Đức từ phía Đông, các phòng tuyến giữa Verdun và Toul và giữa Epinal và Belfort đã được xây dựng. Verdun bảo vệ hướng xâm nhập phía Bắc vào đồng bằng Champagne và hướng tiếp cận với thủ đô Pháp là Paris.
Trong năm 1914, Verdun đã đứng vững trước các cuộc tấn công của Quân đội Đức, và phòng tuyến đã chịu được đến cả các cuộc pháo kích của đại pháo Big Bertha. Các đơn vị đã được đồn trú trong các thành cổ do Vauban xây dựng từ thế kỷ thứ 17. Cuối thế kỷ thứ 19, một hệ thống ngầm dưới mặt đất đã được xây dựng để làm công binh xưởng, bệnh viện, và cả doanh trại cho quân Pháp. Hiệp ước Verdun.